# Colleen Doran
Colleen Doran, née le 24 juillet 1963 est une auteure américaine de bande dessinée.

## Biographie
Colleen Doran, naît le 24 juillet 1963. À partir des années 1980, elle travaille sur le comics Le Pays des elfes de Richard et Wendy Pini. Dans le même temps elle crée sa propre série intitulée A Distant Soil. Elle travaille ensuite pour DC Comics où elle dessine des histoires mettant en scène Captain Atom, les Jeunes Titans et Wonder Woman. Elle réalise un arc narratif de la série Sandman de Neil Gaiman. Au début des années 1990, elle commence à travailler pour Marvel Comics dessinant des épisodes de Fallen Angels, Spider-Man et Puissance 4. En 2005, elle dessine des récits de la série Vampirella publiée par Harris Publications.
Colleen Doran possède aussi un compte Tumblr où elle y poste divers projets tels que des couvertures de comics, de nouveaux ouvrages.
Durant le mois de mai 2023, il a été annoncé que Colleen Doran adaptera le roman de Terry Pratchett et Neil Gaiman, Good Omens, en un roman graphique.
Le roman a été financé grâce à la plateforme Kickstarter et produit par la compagnie de publication du domaine de Terry Pratchett, Dunmanifestin, en 2024. Le roman graphique de Good Omens a atteint un nouveau record de financement participatif pour un projet de comics avec un montant total de dons s'élevant aux alentours de 3,1 millions de dollars,.

## Récompenses
- 2007 :
  - Temple de la renommée des auteures de bande dessinée
- 2017 :
  - Wizard World Hall des Légendes[7]
- 2020 :
  - prix Bram-Stoker du meilleur roman graphique 2019 pour Neil Gaiman’s Snow, Glass, Apples[8]
  - Prix Eisner de la meilleure adaptation pour Snow, Glass, Apples (en) (d'après Neil Gaiman)[9]
- 2022 :
  - Prix Reuben pour le meilleur roman graphique (nomination) pour Chivalry de Neil Gaiman, National Cartoonists Society[10]
  - Washington Post ; les 10 meilleurs romans graphiques de l’année 2022 : Chivalry de Neil Gaiman[11]
- 2023 :
  - Prix Eisner de la meilleure adaptation pour Chivalry (d'après Neil Gaiman)[12]
  - Prix Locus du meilleur livre illustré pour Chivalry (d'après Neil Gaiman)[13]

#### Contributions en tant qu'autrice
- (en) Doran, C. (2014, 8 janvier). The Vampire Diaries #1 (1re éd., vol. 1). DC Comics.
- (en) Doran, C. (2021, 2 février). Sensational Wonder Woman #5 (1re éd., vol. 5). DC Comics.
- (en) Doran, C. (2014, 5 mai). The Vampire Diaries #3 (1re éd., vol. 3). DC Comics.
- (en) Doran, C. (2014, 4 juin). The Vampire Diaries #6 (1re éd., vol. 6). DC Comics.
- (en) Doran, C., Marrs, L., Newell, M. et Perez, G. (2020, 18 février). Wonder Woman by George Perez Vol. 4 (1re éd., vol.4). DC Comics.

#### Contributions en tant que coloriste
- (en) McCulloch, D. (2012, 28 mars). Gone to Americay (1re éd.). DC Comics, Vertigo.

#### Contributions en tant qu'illustratrice
- (en) Doran, C. (2014, 4 juin). The Vampire Diaries #6 (1re éd., vol. 6). DC Comics.
- (en) Gaiman, N. (2003, 3 décembre). The Sandman Vol. 3: Dream Country (1re éd., vol. 3). DC Comics, Vertigo.
- (en) Kelly, C. et Lanzing, J. (2018, 7 novembre). Gotham City Garage Vol. 2 (1re éd., vol. 2). DC Comics.
- (en) Wonder Woman #750 (2020, 22 janvier). DC Comics.

#### Articles
- (en) Colleen Doran (int. par Kevin Dooley), « A Distant Interview », Amazing Heroes (en), Fantagraphics, no 141,‎ 15 mai 1988, p. 29-35.
- (en) Colleen Doran (int. par Nicholas Yanes), « Interview with Colleen Doran - Part 2: Vertigo’s “Gone to Amerikay” and Comics Online », sur SciFi Pulse, 8 mars 2013.
- (en) Colleen Doran (int. par Nicholas Yanes), « Interview with Colleen Doran - Part 1: Getting started in comics, labor, and “A Distant Soil” », sur SciFi Pulse, 13 mars 2013.* (en) Colleen Doran (int. par Alex Dubeen), « “Style Itself Influences The Mood.”: An Interview With Colleen Doran », sur The Comics Journal, 19 août 2019.